# Jacopo Sannazaro
Jacopo Sannazaro ps. Actius Syncerus (ur. 1458, zm. 1530) – włoski poeta renesansowy.
Jacopo Sannazaro urodził się w 1458 roku w Neapolu, w szlacheckiej rodzinie pochodzenia hiszpańskiego. Studiował w Neapolu u Jovianusa Pontanusa, w tym też czasie zaczął posługiwać się pseudonimem Actius Syncerus. Po śmierci matki wyjechał z Włoch, prawdopodobnie powodem była nieodwzajemniona miłość, ale szczegóły podróży pozostają nieznane. Po powrocie do Włoch zyskał sławę jako poeta i dworzanin Ferdynanda I. Ostatnie lata spędził w Neapolu, zmarł 27 kwietnia 1530 roku.
Jego najbardziej znanym dziełem jest Arcadia (1504).